# Гран-Гиньоль
Об альбоме Naked City см. Grand Guignol (альбом).
«Гран-Гиньоль» (фр. Grand Guignol) — парижский театр ужасов, один из родоначальников и первопроходцев жанра хоррор. Работал в квартале Пигаль (13 апреля 1897 — 5 января 1963). Репертуар театра характеризовался преобладанием криминально-бульварной направленности, жёсткой и натуралистичной манерой игры и подачи материала. Его отличали установка на внешний эффект с расчётом на зрительский шок, поэтизация атмосферы подозрительности, насилия и «ужасов». По типу воздействия на аудиторию он приближался к паноптикуму.
Театр, названный именем традиционного персонажа лионского кукольного театра, был детищем импресарио Оскара Метенье (1859—1913). Значительная часть репертуара принадлежала перу Андре де Лорда (1869—1942), который подчас работал в сотрудничестве с именитым психологом Альфредом Бине. Метенье и де Лорд выводили на сцену проституток и уголовников, ужасая зрителя натуралистичностью сцен безумия и количеством проливаемой на сцене крови. Зрители зачастую падали на представлениях в обморок, и на такие случаи Метеньер держал в штате врача.
Хотя театр был наименее вместительным в Париже (293 места), в промежутке между мировыми войнами Гран-Гиньоль слыл одной из достопримечательностей французской столицы. Эстетике Гран-Гиньоля пытались подражать некоторые театры Лондона и США. Гран-Гиньоль как феномен массовой культуры пытались осмыслить многие теоретики театра, в том числе Николай Евреинов. В некоторых языках (прежде всего во французском и в английском) его имя стало нарицательным обозначением «вульгарно-аморального пиршества для глаз».

## История
Театр, обязанный названием персонажу французского театра кукол, был детищем журналиста и драматурга Оскара Метенье, переоборудовавшего псевдоготическую часовенку в тупике Шапталь (фр. imp. Chaptal, 20-бис), — мастерскую художника Ж.-А. Рошгросса, — в театр на 300 мест (исследователи с иронией замечают, что его в буквальном смысле можно было назвать «храмом искусства»). Символично, что Рошгросс был известен как художник, изображавший различные кровавые и батальные сюжеты с академической тщательностью и детализацией. По словам современников, он был одним из художников, превративших Парижский салон в морг.
Старая часовня была сохранившейся частью аббатства, разрушенного во время Великой французской революции, а после франко-прусской войны 1870 года она была переоборудована в художественную мастерскую. С целью создания особой «готической атмосферы» и замкнутости пространства перепланировка под нужды театра была сведена к минимуму. Зрители располагались в партере, в котором отсутствовали проходы (шесть рядов по 15-20 мест), на балконе (три ряда по 20-25 мест), а также в ложах (немногим больше десяти).
Оскар Метенье — в прошлом полицейский (получивший известность как «комиссарский пёс» в связи с тем, что сопровождал приговорённых, шедших на гильотину), истовый последователь натурализма Э. Золя и сотрудник А. Антуана крупнейшего представителя «театрального натурализма». Метенье, обладая прекрасным знанием нравов парижского «дна», на собственной сценической площадке намеревался довести натурализм Свободного театра до эстетического предела, однако оставался во главе этого проекта лишь на протяжении полутора сезонов. За вечер в Гиньоле показывали четыре — шесть номеров, а драмы чередовались с комедиями. Метенье ориентировался на ранний Свободный театр А. Антуана, откуда проистекает ограниченное пространство и сжатость драматургической формы, выбор сюжетов и проблематики: каждый спектакль состоял из нескольких одноактных пьес — историй из жизни социальных низов и криминального мира.
С 1898 года «Гран-Гиньоль» возглавлял (до 1914) антрепренёр и драматург Макс Морей, при котором стремление изобразить «ужасное» во всех его проявлениях — социальных, нравственных, психологических, эстетических и гигиенических — стало самоценным трюком, театральным аттракционом, обозначив свою цирковую природу. Морей, используя многие находки и наработки своего предшественника, сумел преобразовать Гран-Гиньоль в успешный и известный театральный проект «со своим особым типом спектакля, манерой игры и творческим почерком, с постоянной командой актёров, писателей и зрителей». Натуралистические драмы низших социальных слоёв уступили сцену историям шокирующих и сенсационных человеческих преступлений с использованием нагнетания атмосферы возбуждения и страха в пространстве замкнутого помещения, комнаты. В театре даже появился штатный врач, который дежурил во время спектаклей — на тот случай, если зрителям станет плохо. Для максимально реалистического претворения на сцене обстановки ужаса Морей рекомендовал своим драматургам погружаться в предлагаемые обстоятельства: к примеру, сочинять пьесы в подвале своего дома, в темноте и т. д..
Авторы гиньольных пьес-скетчей, не скрывая комическую основу своего ремесла, азартно использовали грубую бытовую лексику, выводили на сцену представителей социальных низов, девиантов, проституток и криминальных типов, потрясали зрителя количеством проливаемой крови и гиперреалистичностью сцен безумия.
С 1901 г. гвоздём репертуара становятся пьесы Андре де Лорда (1869—1942), который охотно сотрудничал с известным психологом Альфредом Бине — знаменитая «Лекция в Сальпетриере» и т. д. Совместно Бине и де Лорд написали пять пьес, которые исследователи окрестили «медицинским театром». Кроме того, драматург консультировался с ним по поводу достоверности изображаемых обстоятельств, поведения персонажей на сцене, различных психических отклонений и т. д. Де Лорд был автором более ста пятидесяти пьес и адаптаций, а также писал пьесы в соавторстве (зачастую пытаясь скрыть этот факт). А. В. Луначарский охарактеризовал его следующим образом: «драматургически очень талантливый и как-то специально одарённый в области жуткого».
Чтобы дать зрителям «перевести дух от напряжения», кошмары и драмы сменялись комедиями и лёгкими пьесами (приём «контрастного душа»). Представление начиналось с комедий, первоначально настраивая публику на несерьёзный лад, после чего разворачивалась жуткая кровавая драма. Драматургической основой для представлений выступали как адаптации известных классических произведении литературы (Э. По, Р. Л. Стивенсон, О. Мирбо, Ф. М. Достоевский), инсценировки бульварных романов, так и реальные злободневные материалы криминальной и судебной хроники, газетные публикации.
Как отмечает киновед М. С. Трофименков, при управлении директора Камилла Шуази (Camille Choisy, 1914 −1930) репертуар театра несколько «окультурился» и «актуализировался», пополнился политическими спекуляциями («Кровавые ночи ЧК», «Трагическая ночь Распутина»), обратился к кинобоевикам. Так, в 1925 году здесь была поставлена пьеса «Кабинет доктора Калигари», входившая в двадцатые годы в репертуар театров экспрессионистского направления.
Ксения Куприна, дочь А. И. Куприна, вспоминала, что в 1925 году Морей предложил её отцу переделать для театра его повесть «Яма». Из-за трудного материального положения он согласился. Спектакль который шёл около полугода, никакого удовлетворения Куприну по её словам не принёс:
Женька, героиня пьесы, на сцене разрезала себе горло с хриплыми криками. Во время репетиций несколько раз отец протестовал, например, когда захотели одеть девиц в русские национальные костюмы, а также против всякой другой неизбежной «клюквы».
Сами названия дают представление о репертуаре театра и его особенностях: «Концерт у сумасшедших», «Лаборатория галлюцинаций», «Медленная смерть», «Последняя пытка», «Ужасный опыт», «Восковые фигуры», «Преступление в сумасшедшем доме», «Замок медленной смерти», «Мертвый ребёнок» и т. д.
М. Горький в середине 20-х годов в очерке «Убийцы» писал о жажде сенсаций, которая притупляет органическое отвращение даже здоровых людей к убийству. Он сравнивал цинизм, с которым некоторые люди смотрят на смертную казнь, с чувствами зрителей «Гран-Гиньоля». По его словам, этот театр обязан своим существованием людям, которым скучно жить и которые в своём стремлении развлечься не брезгуют даже болезненным желанием ужаснуться:
В этом есть нечто поразительно уродливое: ведь ужаснее современной нам действительности ничего невозможно выдумать, однако люди идут любоваться ужасами, выдуманными грубо, искусственно и совершенно чуждыми действительному искусству сцены.
Директор Жак Жувен (Jack Jouvin, 1930—1937) пытался актуализировать театр, сделав ставку на психологический драматизм. Считается, что закат театра начался именно при нём и он во многом объяснялся поражением в конкуренции с голливудской кинопродукцией. Отмечается, что свою роль в падении интереса к театру сыграла также и сама историческая эпоха. Так, последний директор театра Шарль Нонон отмечал: «Мы не можем соперничать с Бухенвальдом».
5 января 1963 года театр, на сцене которого были сыграны, как минимум, восемьсот пятьдесят пьес, был закрыт.

## Значение
Деятельность этого маленького монмартрского театра, распахнувшего свои двери почти одновременно с МХТом и слывшего одной из достопримечательностей французской столицы, привлекала равно обывателей и представителей художественного авангарда и оказала огромное влияние на культуру и искусство XX века. А. В. Луначарский в 1927 году отмечал, что несмотря на то, что мода на театр прошла и он превратился в достопримечательность для туристов — «он является одним из самых лучших театров Парижа». Также в своей статье «Старый „Гиньоль“ он писал далее:
Гиньоль — театр маленький, публика в нём большею частью иностранная, но претензии на литературность и художественность у Гран Гиньоля отнюдь не дутые. Я хорошо помню молодость этого театра. Драматургически очень талантливый и как–то специально одаренный в области жуткого — Андре де Лорд, в сущности создатель театра, сразу поставил его на очень большую высоту. Спектакли этого театра никогда не были банальны. Для него писали хорошие драматурги. Но временами, и даже часто, и в драмах и в комедиях чувствовалась тень серьезной мысли.
Театр стоял у истоков „театра ужасов“, а его название стало нарицательным для обозначения этой категории театров. „Гран-Гиньолю“ пытались подражать некоторые театры Парижа („Театр двух масок“, „Театр смеха и ужаса“), Европы (Россия — Театр Б. Казанского, Англия, Германия, Италия) и Америки.
Гиньоль как феномен массовой культуры стремились осмыслить многие теоретики и практики русского театра, в том числе Николай Евреинов, Всеволод Мейерхольд, Сергей Эйзенштейн, Сергей Третьяков, Игорь Терентьев.
Для театра писали такие авторитетные детективные писатели, как Фредерик Дар, Пьер Буало и Тома Нарсежак; Р. Оссейн приобрёл здесь не только свой первый актёрский, но и режиссёрский опыт.
Спектакли „Гран Гиньоля“ стояли у истоков формирования жанрового искусства и послужили неоспоримым источником вдохновения для создателей первых фильмов ужасов.